# Vanoyella globosa
Vanoyella globosa is een raderdiertjessoort uit de familie Notommatidae. De wetenschappelijke naam van deze soort is voor het eerst geldig gepubliceerd in 1947 door Evens.